# 島田恭子
島田 恭子（しまだ きょうこ）は、日本の精神保健学者（保健学博士）。専門は予防医学、ストレスマネジメント、対人関係。一般社団法人ココロバランス研究所の研究所長・代表理事。保健学博士（Ph.D.）、精神保健福祉士。 

## 経歴
鹿児島県鹿児島市出身。志學館中等部・高等部卒業。国際基督教大学教養学部卒業。卒業後は株式会社アクセンチュア、株式会社アーンスト・アンド・ヤング等で人材開発業務に従事する。
企業での人材育成の経験から、人の心の健康の重要性を感じ、東京大学大学院医学系研究科公共健康医学専攻に進学。公衆衛生学修士号（MPH）を取得後、博士課程に進学し、保健学博士号（Ph.D.）を取得。
学位取得後は、東洋大学社会学部社会心理学科教員等を経て、一般社団法人「ココロバランス研究所」を設立。東洋大学などで、健康心理学や対人関係・コミュニケーション等に関する講義、実証研究を行う傍ら、ココロバランス研究所の代表として、予防医学や心理学の知見を、社会生活に応用する講演研修を行っている。

## 研究・講演内容
東京大学大学院では主に、働く人の健康、特に仕事と生活の役割間葛藤と精神健康の関連やワーク・エンゲージメントについて研究。オランダのワーク・ライフ・バランス（WLB）測定尺度（Survey Work-Home Interaction - NijmeGen, the SWING (SWING-J））を邦訳し、日本語版ワークライフバランス（WLB）尺度を開発した。
代表を務める一般社団法人ココロバランス研究所では、自治体や企業に対し、従業員のストレスマネジメント、ウェルビーイング向上の講演研修や、対人関係・コミュニケーション、組織活性化のアドバイスを行っており、島田本人も代表として各地で講演活動を行っている。
対人関係や組織活性化に関する実証研究・社会実装とともに、接客業・対人サービス業、医療福祉機関など対人援助職の顧客によるハラスメント（カスタマーハラスメント）を、学術・実践両面から支援する「日本カスタマーハラスメント対応協会」を立ち上げ、顧客によるハラスメントと対応者のストレス対策について実証的研究・啓発活動を行っている。日本応用心理学会企画委員として、カスタマーハラスメントに関する公開シンポジウムを主催。
また個人向けには、ストレスマネジメント、対人関係向上、ウェルビーイングに関する実証研究や講演、メディア・雑誌への寄稿、対人関係向上メンタルトレーニングプログラムの開発など、活動の幅を広げている。

## 受賞歴
- 2015年 - 第88回日本産業衛生学会 優秀演題賞『共働き夫婦のWLBおよび精神的健康と子どもの情緒・行動問題との関連』[23]
- 2017年 - 第90回日本産業衛生学会 優秀演題賞『未就学児を持つ共働き夫婦におけるWLBの精神的健康影響:夫婦間の関連を考慮したマルチレベルモデルによる検討』[23]
- 2017年 - 第24回日本行動医学会学術総会 第19回 内山記念賞『就学児を持つ共働き夫婦におけるワーカホリズムとパートナーの精神的健康との関連－夫婦間コミュニケーションの媒介効果の検討』[23]
- 2021年 - 日本応用心理学会 第87回大会 優秀大会発表賞『子育て女性の健康増進および心理的ウェルビーイング向上を目的としたランダム比較試験－対人関係向上動画プログラム=HIPCom（ヒプコム）の開発および効果検証－』[23]
- 2021年 - 日本応用心理学会 第87回大会 優秀大会発表賞『接客対応者へのカスタマーハラスメントにおけるCOVID-19の影響』[23]
- 2022年 - 第29回日本産業ストレス学会 優秀演題賞『接客担当者のカスタマーハラスメント体験および組織対策と、心身の変化との関連～業種別の検討～』[23]

## 著書
- 『わかる社会人基礎力 人生100年時代を生きぬく力』（2019年、誠信書房、ISBN 978-4-4143-0016-1）